# Masacre de El Agustino
La Masacre de El Agustino fue un asesinato en masa  ocurrido en el distrito de El Agustino, en la ciudad de Lima, capital del Perú. Ocurrió el 22 de diciembre de 2019, cuando Juan Huaripata Rosales asesinó a su pareja y a sus tres hijos, e hirió a un cuarto hijo que sobrevivió. 
De la masacre, se originó controversias en el accionar de algunos ministerios del gobierno del presidente Martín Vizcarra; puesto que, el suceso se desarrolla en un periodo crítico de alto índice de feminicidios y delincuencia en el país, ya que el asesino pudo asesinar inicialmente a su pareja y la policía local no actuó a tiempo.

## Asesinatos
La masacre se realizó en la madrugada del 22 de diciembre, en una vivienda del jirón La Mar, en el distrito de El Agustino. El asesino se encontraba en una discusión con Tejeda por motivos conyugales, en eso agarró un cuchillo de cocina e intento lastimar a su mujer, por ese motivo, su hijo mayor intenta evitar el ataque, recibiendo este una herida mortal, el otro de nueve que estaba presente también resultó simultaneamiente herido, acto seguido volvió a su objetivo principal y acabó con la vida de su cónyuge. Para intentar encubrir el doble asesinato, Huaripata ocasionó un incendio para borrar la evidencia y los cadáveres, este accionar también provocó que los demás menores que se encontraban en la casa sufrieran quemaduras graves, que posteriormente les trajo la muerte.

### Investigaciones posteriores
La masacre fue realizada por Juan Huaripata Rosales (28), contra su familia, Jesica Tejeda Huayanay (34) y tres de sus cuatro hijos varones. Según la Policía Nacional del Perú, el asesinato masivo fue planificado con anticipación por Huaripata y no fue un hecho aislado como se tenía pensado. Dos de los varones (uno de 14 y otro de 9) eran producto de otro compromiso de Tejeda, mientras que dos más, un varón y una mujer (2 años y 2 meses) fruto de la relación entre la occisa y su asesino.
La pericia psicológica arrojo la siguiente conversación con Huaripata:

Yo no era consciente de lo que estaba haciendo, me nublé. (Ella) me dijo que la perdonara, que no quería hacerle daño a mi hijo, no sé qué me pasó, me dio mis cinco minutos de locura.

La policía nacional informó que el asesino utilizó guantes para realizar la matanza, esto reforzó la teoría de que la masacre ya había sido planeada con anticipación.
Agustina Huayanay, madre de Jesica y abuela de las víctimas, declaró que no hay condena suficiente para el responsable de la muerte de casi toda su familia:

“Yo quiero que le den tres veces cadena perpetua a ese maldito, porque hizo eso. Qué culpa tenían. Mi niño no tenía la culpa de nada”

Tres días después el 25 de diciembre, la hija de tres meses de Jessica Tejeda fue enterrada en el Cementerio Presbítero Matías Maestro. Mientras que, los cuerpos de Tejeda y su hijo de 15 años fueron enterrados en el Cementerio El Ángel, su hija de dos años que murió un día después del ataque, fue enterrada al día siguiente en ese mismo cementerio.

## Controversia
La opinión pública y la familia de Tejeda criticaron duramente el poco accionar de la ministra de la Mujer Gloria Montenegro y el ministro del Interior Carlos Morán para evitar este tipo de masacres. La misma Policía Nacional del Perú fue tachada de «indolente», pues según algunos, dichas autoridades que se encontraban en una comisaría cercana lograron oír los pedidos de ayuda de los afectados y de los vecinos durante la masacre e incendio.
En una entrevista del 25 de diciembre de 2019, se le pregunto a la Ministra de Justicia y Derechos Humanos Ana Revilla sobre la masacre, a lo que ella respondió «Estoy en pleno momento de Navidad», dicha frase fue muy criticada incluso por el presidente Martín Vizcarra, posteriormente el 31 de diciembre, Revilla pidió disculpa por sus declaraciones, por «por no haber estado preparada» e informó que no piensa renunciar al liderazgo de su ministerio.

## Investigación
El 31 de diciembre de 2019, la Fiscalía de la Nación abrió una investigación a cuatro policías de la comisaría cercana, por incumplimiento de su deber, al no auxiliar a las víctimas a tiempo.
Finalmente, después de casi tres años, el 22 de agosto de 2022, el asesino fue condenado a cadena perpetua por los asesinatos.